# Сопотска греда
Сопотска греда (огранак Карпата) представља благо заталасано побрђе које се пружа меридијанским правцем од Свилајнца на југу до Kостолца и Дунава на северу и представља развође Велике Мораве на западу и Млаве на истоку.
У списима о Пожаревачком миру помиње се као узвишење са кога се виде Пожаревац и Kостолац. Назив потиче од словенске речи „сопот”, што значи жубор воде. Данас постоји више активних извора воде на овим брдима, али неки су и пресахли. У подножју Пожаревца, ситуација је лошија, јер на местима где су рекогнисцирани остаци старих градића (код градске болнице и у Kосовској улици), нема извора здраве пијаће воде. У народу је позната још као и Моравска или Пожаревачка греда.

## Геолошко-геоморфолошке карактеристике
Почиње од Горњачких планина (Ћовдин-Ђуринац-Роћевац) на југу и пружа се према северу преко Брзохода, Александровца, Чачалице и Сопота и избија на Дунав код Костолца. Северно од Петровца, тачније код правца Орљево-Полатна, ова се греда приближава Божевачкој. На том месту долина Млаве је сужена и тако је њен доњи део предвојен у два проширења: доње или Стиг и горње, Петровачко поље или Млава у ужем смислу.
Уоквирена је изохипсом од 100 метара, а највеће висине јој прелазе 200 метара само у јужном делу, одакле се благо спушта ка северу, све до Костолца, где са апсолутне висине од 175 метара тоне под корито Дунава. Правац пружања греде предодредила су два паралелна раседа, дуж којих је дошло до спуштања земљине коре, што јој одређује хорстовски карактер. Према Стигу, Сопотска греда се спушта релативно стрмо све до изохипсе од 100 метара, на којој је контакт са долинском равни Млаве. 
У погледу геолошке грађе, у основи су старопалеозојске формације, а преко њих директно належу неогени (миоцен и плиоцен) језерски седименти, представљени песковима и глинама, делимично и лигнитима, понтских пескова, глиновитих пескова, пешчара и песковитих лапораца панонске старости. 
Сопотску греду су рашчланили бројни потоци који теку ка Млави и Морави. Неки од њих пресекли су наслаге терцијарног угља који се налази између слојева шкриљасте глине и шљунка у подини, и распаднутих глина са песковима и лапорима у повлати. Греда је јужније рашчлањена Чокординском реком, чији ток иде паралелно са Млавиним све до ушћа код Великог Села.